# Порт (село)
Порт — село Визирської сільської громади в Одеському районі Одеської області. Населення становить 290 осіб.

## Населення
Згідно з переписом УРСР 1989 року чисельність наявного населення села становила 313 осіб, з яких 143 чоловіки та 170 жінок.
За переписом населення України 2001 року в селі мешкало 290 осіб.

### Мова
Розподіл населення за рідною мовою за даними перепису 2001 року:
| Мова       | Відсоток |
| ---------- | -------- |
| українська | 89,31 %  |
| російська  | 10,34 %  |
| румунська  | 0,34 %   |

Головченко 